# Стенка на стенку (мини-альбом)
«Стенка на стенку» — мини-альбом группы «Аркона», выпущенный 30 мая 2011 на Sound Age production по лицензии Napalm Records. Записан на студии CDM Records, кроме: «Стенка на стенку», «Валенки», «Skal» – ударные записаны на Gigant Records studio.

## Список композиций
1. Стенка на стенку
2. Валенки
3. Гой, Роде, Гой! (акустическая версия)
4. Skal (feat. Varg)
5. Дурень («Сварга» cover)
6. Новый Мир («Ođđa máilbmi») (Shaman cover)

## Список участников
- Маша «Scream» — голос, скриминг, гроулинг, клавишные, бубны, тамбурин, комуз, хоровое пение, горловое пение (на «Гой, Роде, Гой!»)
- Сергей «Lazar» — гитары, акустические гитары, балалайка
- Владимир «Волк» — волынка, блок-флейта, tin whistle, low whistle, жалейка
- Руслан «Kniaz» — бас-гитара
- Влад «Artist» — ударные
- Ирина «Лиса» — виолончель («Гой, Роде, Гой!»)
- Илья «Wolfenhirt» (группа «Сварга») — хоровое пение
- Александр «Шмель» (группа «Рарогъ») — хоровое пение
- Александр Олейников (группа «Калевала») — аккордеон
- Philipp Seiler / Freki (Varg) — гостевой вокал на «Skal»